# Sydamerikanska mästerskapet i basket 1955
Sydamerikanska mästerskapet i basket 1955 spelades i Colombia och vanns av Brasilien.

## Inledande omgång
| Lag       | Poäng | Vinster | Förluster | Vinstprocent | Gjorda poäng | Insläppta poäng | Poängskillnad |
| --------- | ----- | ------- | --------- | ------------ | ------------ | --------------- | ------------- |
| Brasilien | 6     | 3       | 0         | 1.000        | 183          | 138             | +45           |
| Paraguay  | 6     | 3       | 0         | 1.000        | 177          | 148             | +29           |
| Peru      | 5     | 2       | 1         | 0.667        | 154          | 163             | -9            |
| Uruguay   | 4     | 2       | 0         | 1.000        | 125          | 91              | -34           |
| Argentina | 4     | 2       | 0         | 1.000        | 128          | 97              | -31           |
| Chile     | 3     | 0       | 3         | 0.000        | 154          | 168             | -14           |
| Ecuador   | 3     | 0       | 3         | 0.000        | 153          | 190             | -37           |
| Colombia  | 2     | 0       | 2         | 0.000        | 102          | 138             | -36           |
| Venezuela | 2     | 0       | 2         | 0.000        | 99           | 137             | -38           |

|  |  | Brasilien | 42–38 | Chile |  |  |

|  |  | Brasilien | 84–60 | Colombia |  |  |

|  |  | Paraguay | 58–39 | Ecuador |  |  |

|  |  | Peru | 57–49 | Chile |  |  |

|  |  | Paraguay | 50–42 | Venezuela |  |  |

|  |  | Peru | 42–40 | Ecuador |  |  |

|  |  | Uruguay | 87–57 | Venezuela |  |  |

|  |  | Uruguay | 38–34 | Ecuador |  |  |

|  |  | Argentina | 54–42 | Colombia |  |  |

|  |  | Brasilien | 57–40 | Ecuador |  |  |

|  |  | Paraguay | 69–67 | Chile |  |  |

|  |  | Argentina | 74–55 | Peru |  |  |

## Finalomgång
| Lag       | Poäng | Vinster | Förluster | Vinstprocent | Gjorda poäng | Insläppta poäng | Poängskillnad |
| --------- | ----- | ------- | --------- | ------------ | ------------ | --------------- | ------------- |
| Uruguay   | 5     | 2       | 1         | 0.667        | 186          | 167             | +19           |
| Paraguay  | 5     | 2       | 1         | 0.667        | 165          | 162             | +3            |
| Brasilien | 4     | 1       | 2         | 0.333        | 154          | 156             | -2            |
| Argentina | 4     | 1       | 2         | 0.333        | 152          | 172             | -20           |

|  |  | Paraguay | 50–43 | Brasilien |  |  |

|  |  | Brasilien | 63–35 | Argentina |  |  |

|  |  | Paraguay | 53–50 | Argentina |  |  |

|  |  | Uruguay | 61–48 | Brasilien |  |  |

|  |  | Argentina | 57–56 | Uruguay |  |  |

|  |  | Uruguay | 69–62 | Paraguay |  |  |

## Slutställning
| Placering | Lag       |
| --------- | --------- |
| 1         | Uruguay   |
| 2         | Paraguay  |
| 3         | Brasilien |
| 4         | Argentina |
| 5         | Peru      |
| 6         | Chile     |
| 7         | Ecuador   |
| 8         | Colombia  |
| 9         | Venezuela |